# Джон Лі Томпсон
Джон Лі Томпсон (англ. John Lee Thompson; 1 серпня 1914 — 30 листопада 2002) — англійський театральний актор і кінорежисер, який працював на батьківщині і в Голлівуді. Номінант на премію «Оскар» за постановку епічної військової драми «Гармати острова Наварон» (1961).
Народився в 1914 році в театральній родині. Навчався в коледжі Дувра. Після його закінчення працював в місцевому театрі, де виступав на сцені і писав п'єси. Одна з п'єс, «Подвійна помилка», була поставлена на Вест-Енді і принесла Томпсону першу популярність. З 1937 року він був штатним сценаристом в Британській кінематографічної корпорації.
Під час Другої світової війни служив радистом в рядах Королівських ВПС.

## Фільмографія
Режисер:
1. 1961: «Гармати острова Наварон» / The Guns of Navarone
2. 1962: «Тарас Бульба» / Taras Bulba
3. 1966: «Око Диявола» / Eye of the Devil
4. 1969: «Золото Маккенни» / Mackenna's Gold
5. 1970: «Братська любов» / Country Dance
6. 1973: «Битва за планету мавп» / Battle for the Planet of the Apes
7. 1977: «Білий бізон» / The White Buffalo
8. 1978: «Грецький магнат» / The Greek Tycoon
9. 1979: «Перехід» / The Passage
10. 1986: «Той, хто йде у вогні» / Firewalker